# Volče, Nordmakedonien
Volče (makedonska: Волче) är en ort i Nordmakedonien. Den ligger i kommunen Makedonski Brod, i den västra delen av landet, 40 kilometer sydväst om huvudstaden Skopje. Volče ligger 1 093 meter över havet och antalet invånare är 129.